# Herman Carl Andersen

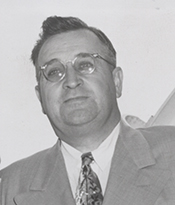
Herman Carl Andersen

Herman Carl Andersen (* 27. Januar 1897 in Newcastle, Washington; † 26. Juli 1978 in Arlington, Virginia) war ein US-amerikanischer Politiker. Zwischen 1939 und 1963 vertrat er den Bundesstaat Minnesota im US-Repräsentantenhaus.

## Werdegang
Im Jahr 1901 zog Herman Andersen als Kind mit seinen Eltern in das Lincoln County in Minnesota. Dort ließ sich die Familie in der Nähe von Tyler nieder. Andersen besuchte die öffentlichen Schulen seiner neuen Heimat und absolvierte später die University of Washington sowie die US-Marineakademie in Annapolis (Maryland).
Zwischen 1919 und 1925 befasste er sich mit landwirtschaftlichen Angelegenheiten. Hierbei war er vor allem auf dem Gebiet der Viehzucht tätig. Von 1925 bis 1930 arbeitete er als Ingenieur, danach bis 1938 wieder in der Landwirtschaft. Im Jahr 1935 wurde er als Mitglied der Republikanischen Partei in das Repräsentantenhaus von Minnesota gewählt. Bei den Kongresswahlen des Jahres 1938 wurde er im siebten Wahlbezirk von Minnesota in das US-Repräsentantenhaus in Washington, D.C. gewählt, wo er am 3. Januar 1939 die Nachfolge des ihm zuvor unterlegenen Paul John Kvale von der Farmer-Labor Party antrat.
Nach elf Wiederwahlen konnte Andersen bis zum 3. Januar 1963 zwölf zusammenhängende Legislaturperioden im Kongress absolvieren. Dort wurden zunächst noch einige New-Deal-Gesetze verabschiedet. Zwischen 1941 und 1945 überschattete der Zweite Weltkrieg auch die Arbeit des Kongresses. In den folgenden Jahren erlebte Andersen den Beginn des Kalten Krieges, den Koreakrieg und den Beginn des Vietnamkrieges. Während Andersens Zeit im Kongress wurden dort auch der 22. und der 23. Verfassungszusatz verabschiedet.
Im Jahr 1962 wurde Andersen von seiner Partei nicht mehr für eine weitere Amtszeit im US-Repräsentantenhaus nominiert. Danach zog er sich aus der Politik zurück. Herman Andersen verbrachte seine letzten Lebensjahre in Falls Church (Virginia). Er starb am 26. Juli 1978 in Arlington.